# Bismarckstraße 68; 70 (Bad Kissingen)

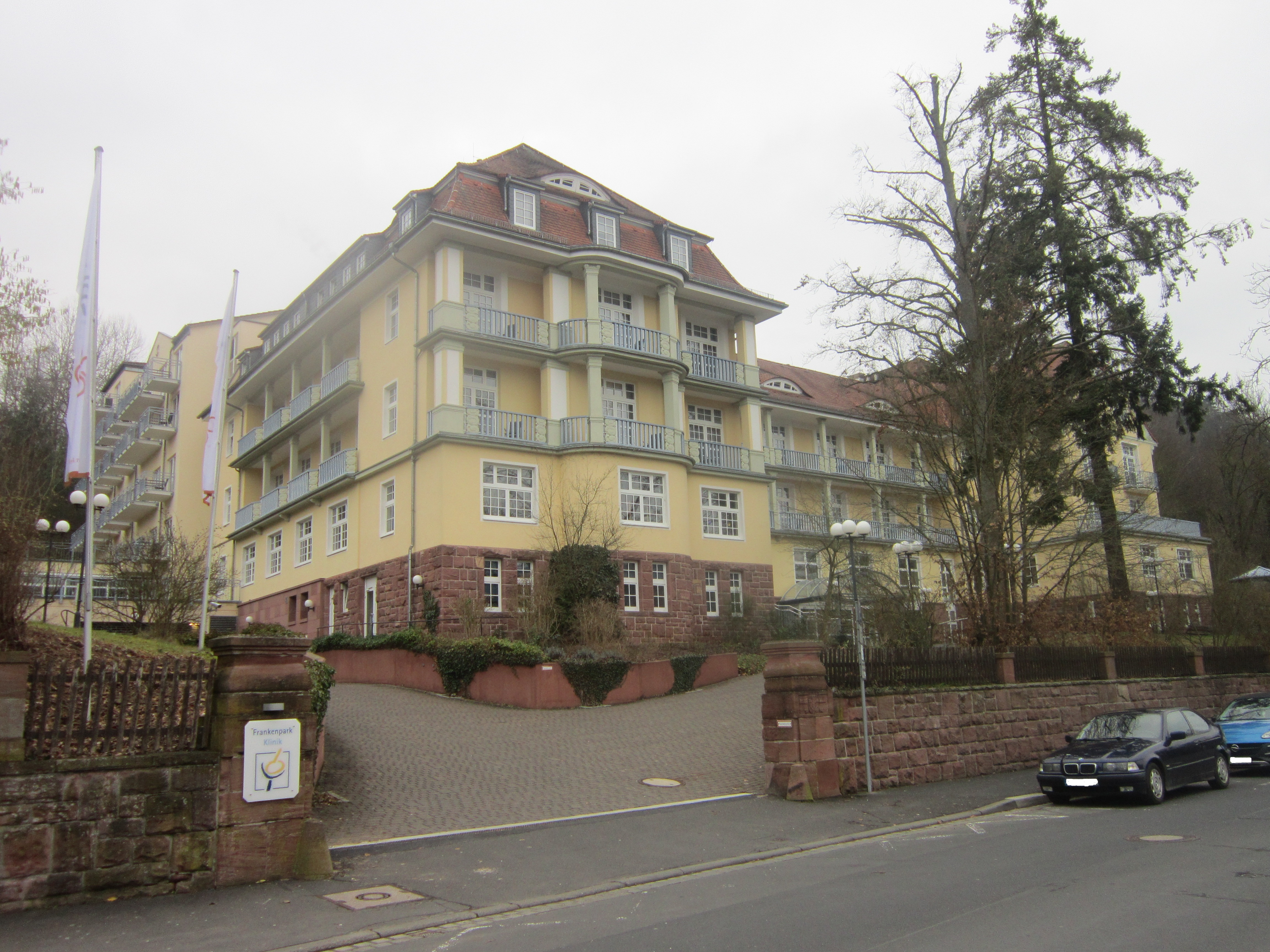
Bismarckstraße 68; 70 in Bad Kissingen

Das Anwesen Bismarckstraße 68; 70 in der Bismarckstraße in Bad Kissingen, der Großen Kreisstadt des unterfränkischen Landkreises Bad Kissingen, gehört zu den Bad Kissinger Baudenkmälern und ist unter der Nummer D-6-72-114-282 in der Bayerischen Denkmalliste registriert.

## Geschichte

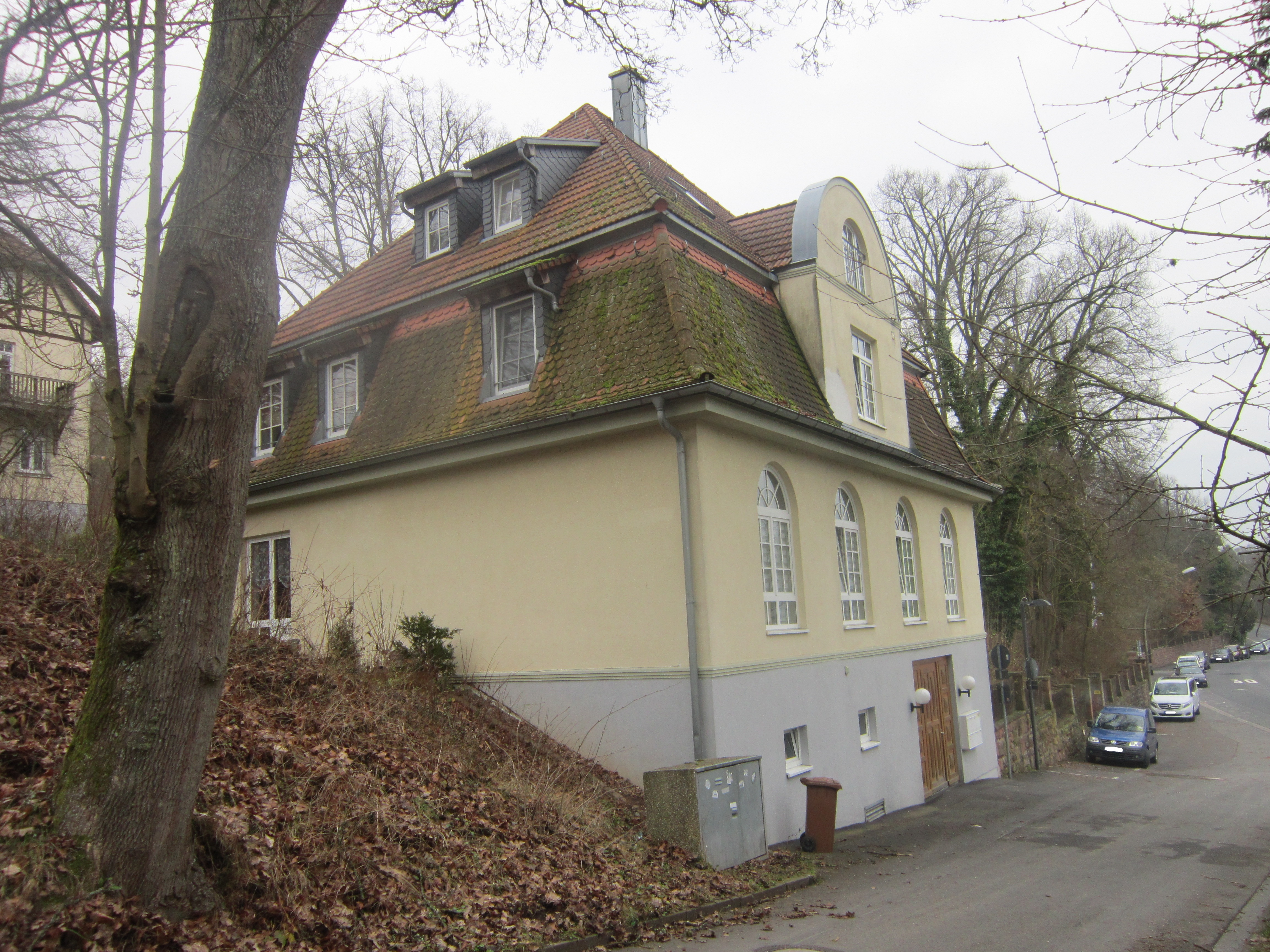
Nebengebäude (Mansardwalmdachbau)

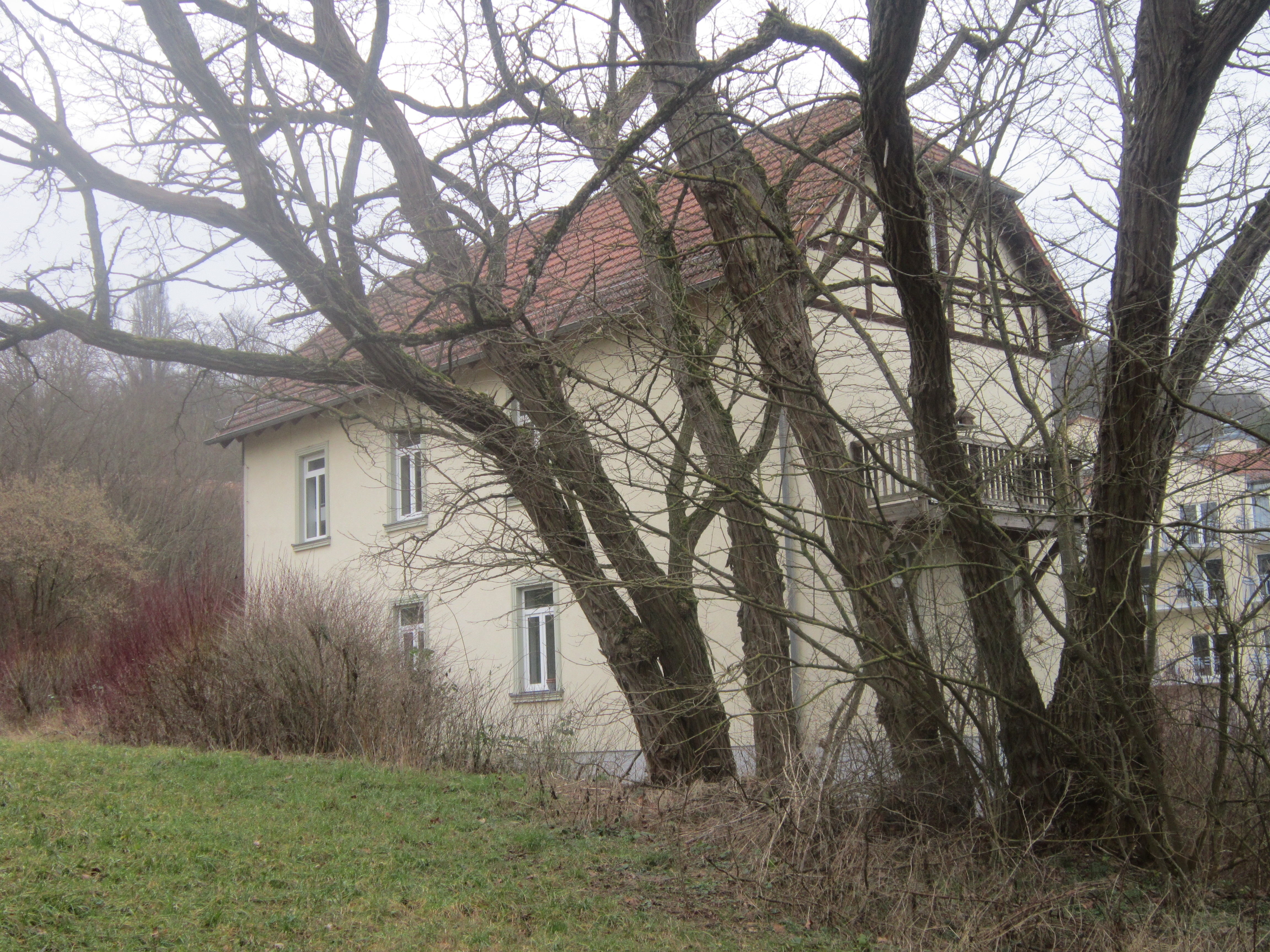
Nebengebäude (Halbwalmdachbau)

Das Anwesen wurde in den Jahren 1912/13 im Jugendstil errichtet. Das Anwesen diente zunächst als Militärkuranstalt, dann als Staatliches Versehrtenkrankenhaus. Heute befindet sich in dem Anwesen die MEDIAN Frankenpark Klinik.
Bei dem Anwesen handelt es sich um eine dreigeschossige Dreiflügelanlage mit Mansardwalmdächern beziehungsweise Satteldach. Die schloßbauartige Anlage ist an sich ein barockes Element, doch ist die Vermeidung einer strengen Symmetrie ein ironisierendes Stilmittel des Jugendstils. Dementsprechend ist auch der Haupteingang an der Vorderseite in eine untergeordnete Ecke verlegt. Die Ausstattung mit Mansarddächern ist ein barockes Element. Passend zur Funktion des Anwesens als Sanatorium ist es mit Loggien ausgestattet. Deren mit Volutenmotiven versehene Geländer stammen großteils aus der Bauzeit der Anlage.
Zu der Sanatoriumsanlage gehören zwei um 1912 entstandene Nebengebäude. Eines ist ein eingeschossiger Mansardwalmdachbau mit Sockelgeschoss und Zwerchhausgiebel im Jugendstil, das andere ein zweigeschossiger verputzter Halbwalmdachbau.

### Café Lohengrin
Bereits 1866 entstand mit der damaligen Hausnummer 7 das Café Lohengrin (heute Bismarckstraße 70). Unter dem Pächter Jakob Lieb wurde das Café in Lieb's Terrassen umbenannt. Unter Jakob Lieb entstand im Jahr 1920 eine neue Café-Küche. Der aus Riga stammende Privatier David Bychowsky soll Eigentümer des Cafés gewesen sein und wandelte es in ein herrschaftliches Wohnhaus um. Ende der 1920 endete der Betrieb des Cafés.

### Klinikbetrieb
Mit der damaligen Hausnummer 7a wurde neben dem Café ein Militärkurhaus erbaut und am 1. April 1914 eingeweiht. Noch 1914 wurde es in Kgl. Reserve-Lazarett, im Oktober 1918 in Bayerische Genesungsanstalt Bad Kissingen umbenannt.
Die inzwischen in Versorgungskuranstalt umbenannte Genesungsanstalt und das Anwesen des Ende der 1920er Jahre geschlossenen Cafés Lohengrin wurden zusammengelegt; auf David Bychowskys ehemaligem Gelände entstand ein Wohnhaus für den Leitenden Arzt. Mit der Umbenennung in Heeres-Kurlazarett erfolgte in den 1930er Jahren eine weitere Namensänderung.
Während des Zweiten Weltkrieges wurden in der als Versehrtenkrankenhaus geführten Anlage zahlreiche Kriegsverwundete behandelt. Nach dem Krieg war in der Villa die Verwaltung untergebracht; die Hausnummern änderten sich. Im Jahr 1978 wurde die Versorgungskuranstalt geschlossen.
Nach knapp zwei Jahrzehnten Leerstand eröffnete der Würzburger Bauunternehmer Rudi May († 2019) in dem Anwesen eine Fachklinik für Gynäkologische Rehabilitation, Prävention und Anschlussheilbehandlung. Die Park-Klinik wurde nach zweijähriger Bauzeit im Jahr 1996 eröffnet. Zwei Jahre später wurde der Schwerpunkt von Frauenheilkunde auf Orthopädie verlegt. Im Jahr 1998 ging die Geschäftsführung an die Bonner Unternehmensberatung Ostermann Pott & Cie, die umfangreiche Umbaumaßnahmen durchführte. In der Folge konnten 2002 Onkologie und 2004 Klinische Geriatrie als Schwerpunkte ergänzt werden.
Heute ist die MEDIAN Frankenpark Klinik auf Innere Medizin, Orthopädie und Geriatrie spezialisiert und beherbergt 184 Einzelzimmer und fünf Doppelzimmer.